# لورن فیلیپس
لورن فیلیپس (انگلیسی: Lauren Phillips بازیگر پورنوگرافی اهل ایالات متحده آمریکا است. وی از سال ۲۰۱۳ میلادی تاکنون مشغول فعالیت بوده است.
وی همچنین برندهٔ جوایزی همچون جایزه فیلم‌شب شده است.